# 協和協会
公益財団法人協和協会（こうえきざいだんほうじんきょうわきょうかい）は、1974年12月28日に岸信介を会長として設立されたシンクタンクである。政治、経済、社会各般にわたって調査研究事業を行い、これを広く一般に普及啓発していく事業などを実施している。
会長は2009年から空席で、岸信夫（信介の孫、安倍晋三の実弟）が代行を務める。

## 概要
岸信介が1974年に創設。公式サイトでは『外に対しては万邦協和、つまり諸外国と協調和合していくこと。そして、内にあっては政・財・官・学・民の各界有志が協調和合し、特にイデオロギー、党派、利害、打算の次元を超えて、真に国家的課題を取り上げ検討し政府や関係方面へ提言する』ことを目的に、『茲にこの自主協和精神の基盤の上に真に国を愛し、国の前途を憂る同志の広範な支持と賛同を得てこの協会を設立した』とある。
毎月、政治家や専門家を招いて月例講話会を開催し、600回を超えるに至る。また、8つの部会と6つの委員会を設置し、それぞれ、毎月、専門家が集まり会議および会合を開いている。入会できるのは、この法人に賛同する個人または団体で、理事会が承認か推薦した者とする。

## 活動
毎月の月例講話会のほか、8つの部会・6つの委員会・分科会で構成され調査・研究した結果、政府へ進言するべきと判断した案件は、政府宛要請書の形式にまとめて政府に提出している。これまで、137本（平成26年7月15日時点）提出している。そのうち、教育関係だけで43本を提出し、安保関係だけで32本を提出している。1981年5月に鈴木善幸首相に「教育改革の提言」要請書を提出。1984年11月には内閣総理大臣（当時）の中曽根康弘あてに「愛国心教育の内容と育成についての要請」を提出している。
1986年1月には「個性重視・教育基本法・教育行政（校長の職務・権限等）に関する要請」を提出した。
2000年7月、内閣総理大臣（当時）の森喜朗に対して「新たな教育基本法の制定により教育再興を求める要請」「防衛庁を『省』に昇格していただきたき要請」など9本の要請書を手渡した。2004年1月には内閣総理大臣（当時）の小泉純一郎に対して「諸外国に比べ極度に遅れている海底資源探査専用船を早急に建造・整備いただきたき要請」を含む11本の要請書を提出している。2005年1月にも小泉宛に「旧「枢密院」建物の歴史的・建築学的重要性に鑑み、取り壊すことなく永久保存していただきたき要請」を含む5本の要請書を提出している。
2003年10月30〜31日、六本木で開催された「第7回国際漢字会議」を主催し、出席者は300人だった。同会議は1991年以降、ほぼ2年おきに開催されており、日本、韓国、中国、台湾、の漢字文化圏の学者により共通漢字の指定や漢字文化の国際理解を深めることを目指している。

## 論評
「九条の会」の呼びかけ人である奥平康弘は1983年の著書で、岸信介が初代の会長をつとめた協和協会について「教育問題に影響を及ぼす団体である」とし、「日本を守る国民会議」（1997年から「日本を守る会」と統一し「日本会議」）とともに自民党改憲勢力の原動力と著している。
日本共産党の機関紙・『しんぶん赤旗』によれば、協和協会は『「時代を刷新する会」と類似性のある会合や要請活動を行っている』としており、2006年の政治資金収支報告書において、「時代を刷新する会」の収入総額1,650万円のうち1,000万円は協和協会から研究委託金収入として得た、としている。

## 組織
歴代会長
- 創立会長 - 岸信介（1974年12月28日 - 1987年8月7日）
- 2代会長 - 福田赳夫 （1987年 - 1995年）
- 3代会長 - 櫻内義雄 （1995年 - 2003年7月）
- 4代会長 - 塩川正十郎（2003年10月 - 2009年5月）

塩川が退いて以後、会長は空席。
- 5代会長代行 - 江口一雄（2009年6月 - 2014年11月）
- 6代会長代行（現） - 岸信夫（2015年4月 - ）

歴代理事長
- 初代理事長 - 植竹春彦
- 2代理事長 - 小川鍛
- 3代理事長 - 上田稔
- 4代理事長（現） - 半田晴久（深見東州）（2002年9月 - ）